# Valerian Kuybyshev
Valerian Vladimirovich Kuybyshev (tiếng Nga: Валериа́н Влади́мирович Ку́йбышев; 6/6 [lịch cũ 25/5] năm 1888 – 25/1/1935) là nhà cách mạng Nga, sĩ quan Hồng quân, và chính trị gia xuất chúng Xô viết.

## Tiểu sử

### Đầu đời
Kuybyshev sinh ở Omsk trong Đế quốc Nga ngày 6/6 [lịch cũ 25/5] năm 1888. Ông học tại Trường quân sự Omsk. Ông gia nhập phe Bolshevik của Đảng Lao động Dân chủ Xã hội Nga năm 1904. Năm sau, ông vào học viện quân y, nhưng bị trục xuất vào năm 1906 vì các hoạt động chính trị chống Đế quốc.

### Sự nghiệp cách mạng
Trong khoảng thời gian từ năm 1906 đến 1914, Kuybyshev đã thực hiện các hoạt động lật đổ trên toàn Đế quốc, sau đó ông bị đày đến Narym ở Siberia, nơi ông cùng với Yakov Sverdlov thành lập một tổ chức Bolshevik địa phương. Vào tháng 5/1912, ông đào thoát và trở về Omsk, sau đó ông bị bắt vào tháng sau và bị giam cầm một năm. Ông được chuyển đến Tambov với cuộc sống đơn độc dưới sự giám sát của cảnh sát, nhưng ngay sau đó ông đã bỏ trốn một lần nữa, sau đó trong thời gian 1913-1914 ông đã gây ra tình trạng bất ổn dân sự ở các thành phố St.Petersburg, Kharkov và Vologda; chuyển đến Samara năm 1917; và trở thành chủ tịch Xô viết địa phương một chức vụ ông nắm giữ tại thời điểm Cách mạng Tháng Mười và cho những năm sau. Trong cuộc Nội chiến Nga, ông đã chủ trì ủy ban cách mạng của tỉnh Samara và trở thành một chính ủy trong Quân đoàn 1, và quân đoàn 4 Hồng quân.

### Sự nghiệp chính trị
Năm 1920, Kuybyshev được bầu làm thành viên của Đoàn chủ tịch Công đoàn Quốc tế Đỏ, nơi ông đã thực hiện kế hoạch GOELRO. Từ ngày 6/7/1923 đến ngày 5/8/1926, ông là thanh tra kinh tế đầu tiên của Liên Xô. Từ năm 1926 đến 1930, ông làm chủ tịch Hội đồng Tối cao Kinh tế Quốc dân, từ năm 1930 đến năm 1934, ông lãnh đạo Ủy ban Kế hoạch Nhà nước, và ông là ủy viên của Bộ Chính trị từ năm 1934 cho đến khi qua đời. Là cố vấn kinh tế chính cho Joseph Stalin, ông là một trong những thành viên có ảnh hưởng nhất trong Đảng Cộng sản. Ông được trao tặng Huân chương Cờ đỏ. Kuybyshev là một trong những người khởi xướng phiên bản đầu tiên của Đại bách khoa toàn thư Xô Viết và là thành viên của ban biên tập.
Kuybyshev qua đời tại Moscow vào ngày 25 tháng 1 năm 1935 vì bệnh suy tim.
Như truyền thống Bolshevik đã được thiết lập, ông được chôn cất bên ngoài bức tường Kremlin.

### Cá nhân
Kuybyshev kết hôn hai lần, nhưng chưa có con. Ông là một nhạc sĩ và nhà thơ chuyên nghiệp. Một trong những người vợ của ông là cháu gái của Yevgenia Bosch, Galina Aleksandrovna Troyanovskaya.

## Kỷ niệm
Thành phố Samara (thành phố hành chính của tỉnh Samara, Nga), thị trấn Bolgar (thuộc Cộng hòa Tatarstan, Nga) và thị trấn Haghartsin, Armenia đều được đổi tên thành Kuybyshev trong giai đoạn từ 1935 đến 1991. các thị trấn Kuybyshev ở thành phố Novosibirsk, Nga và Kuybyshev, Armenia, vẫn có tên của ông.